# АС01
АС01 (автомотриса служебная, тип 01) — двухэтажная автомотриса, выпускаемая Свердловским путевым ремонтно-механическим заводом с 2013 года. Предназначена для доставки рабочих к местам проведения работ и инспекционных поездок. Позиционируется как основная замена устаревших АС1А и АЧ2.
На нижнем ярусе автомотрисы находится двигатель, кабина, а также отсек для хранения инструментов. Пассажирская зона, санузел, кухня и комната для хранения и сушки спецодежды размещены на втором этаже. Автомотриса оснащена шестью дверями, предназначенными как для высоких, так и для низких платформ. Имеется система автоматического климат-контроля, предусматривающая обогрев и кондиционирование воздуха.

## Окраска
На данный момент все автомотрисы АС01 имеют заводскую окраску: серый кузов с синей горизонтальной полосой. Благодаря такой окраске в Интернете появились предположения, что автомотрисы АС01 принадлежат МВД. Однако помимо окраски, напоминающей полицейскую, эти предположения ничем не подтверждаются. Предназначена для передвижения руководства.

## Галерея

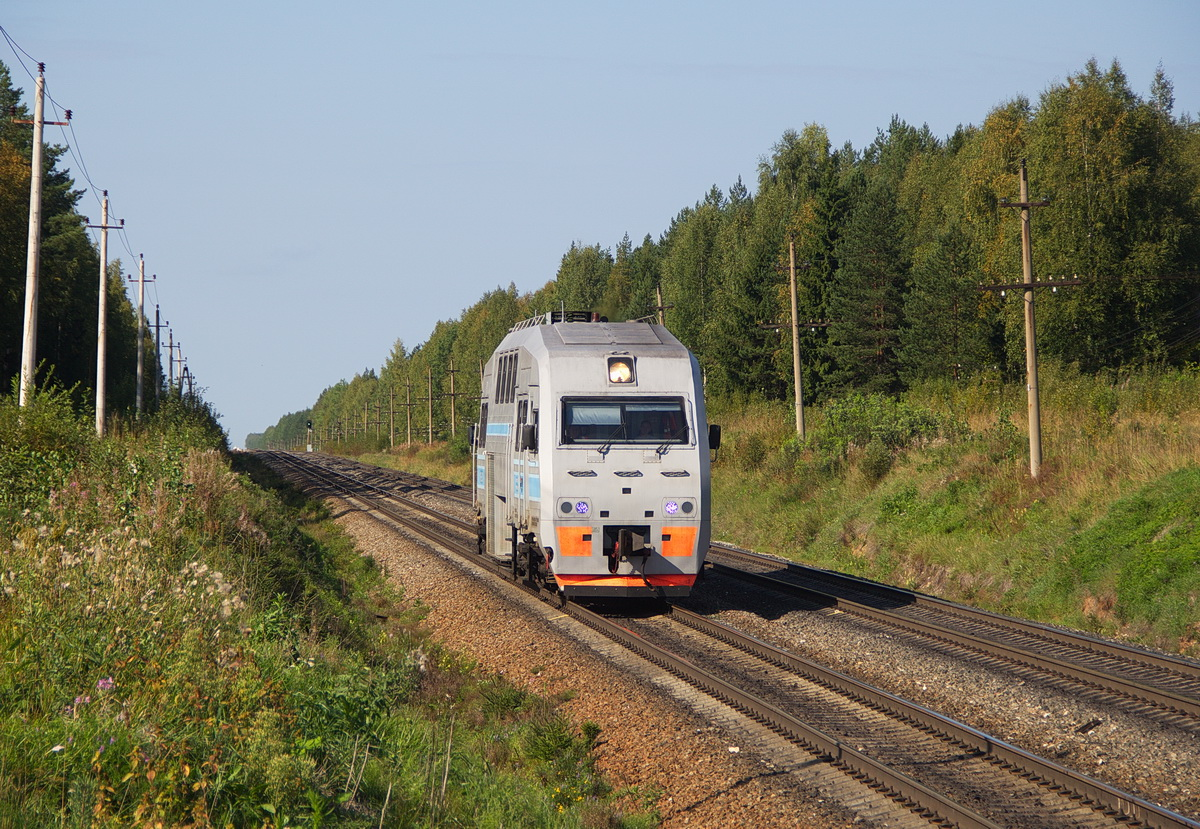
Автомотриса АС01-033
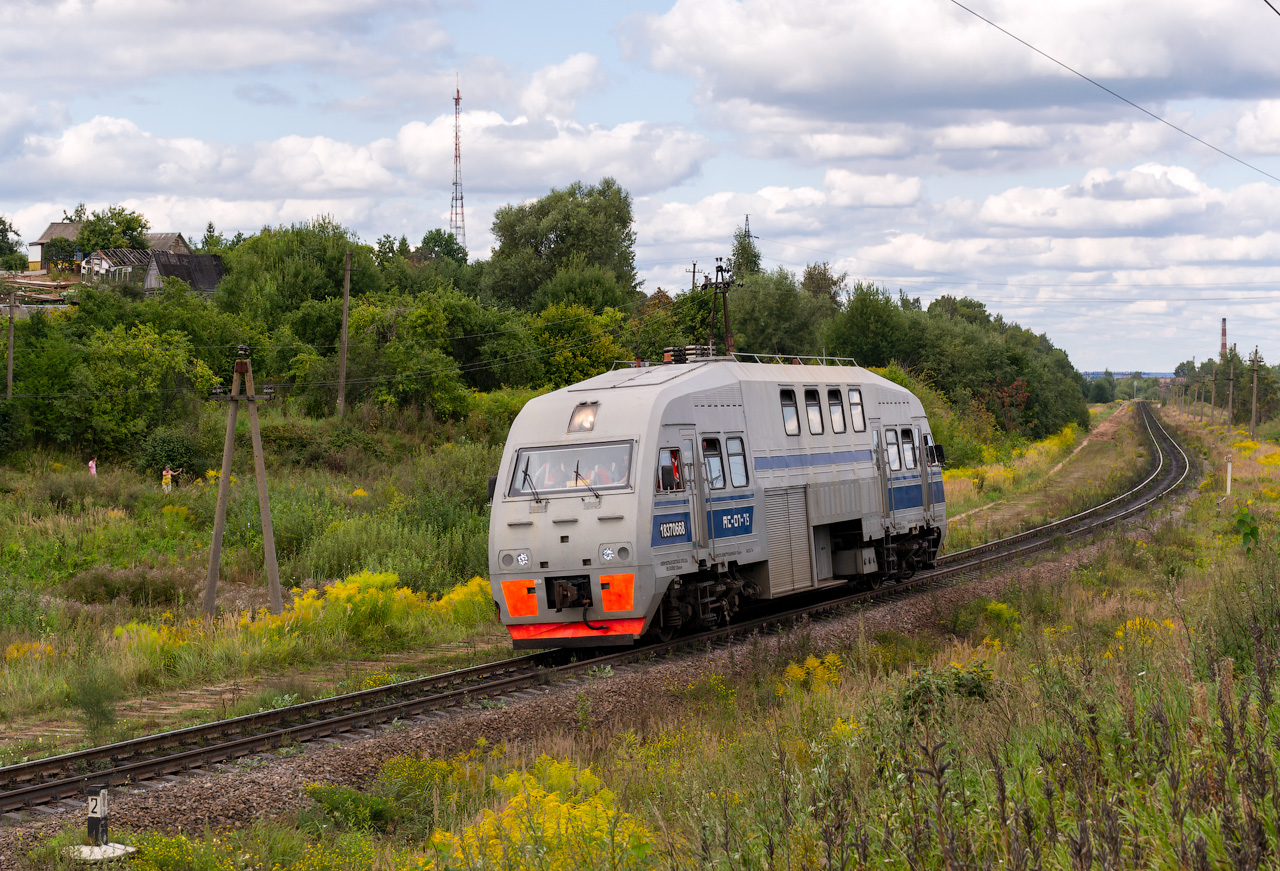
Автомотриса АС01-015
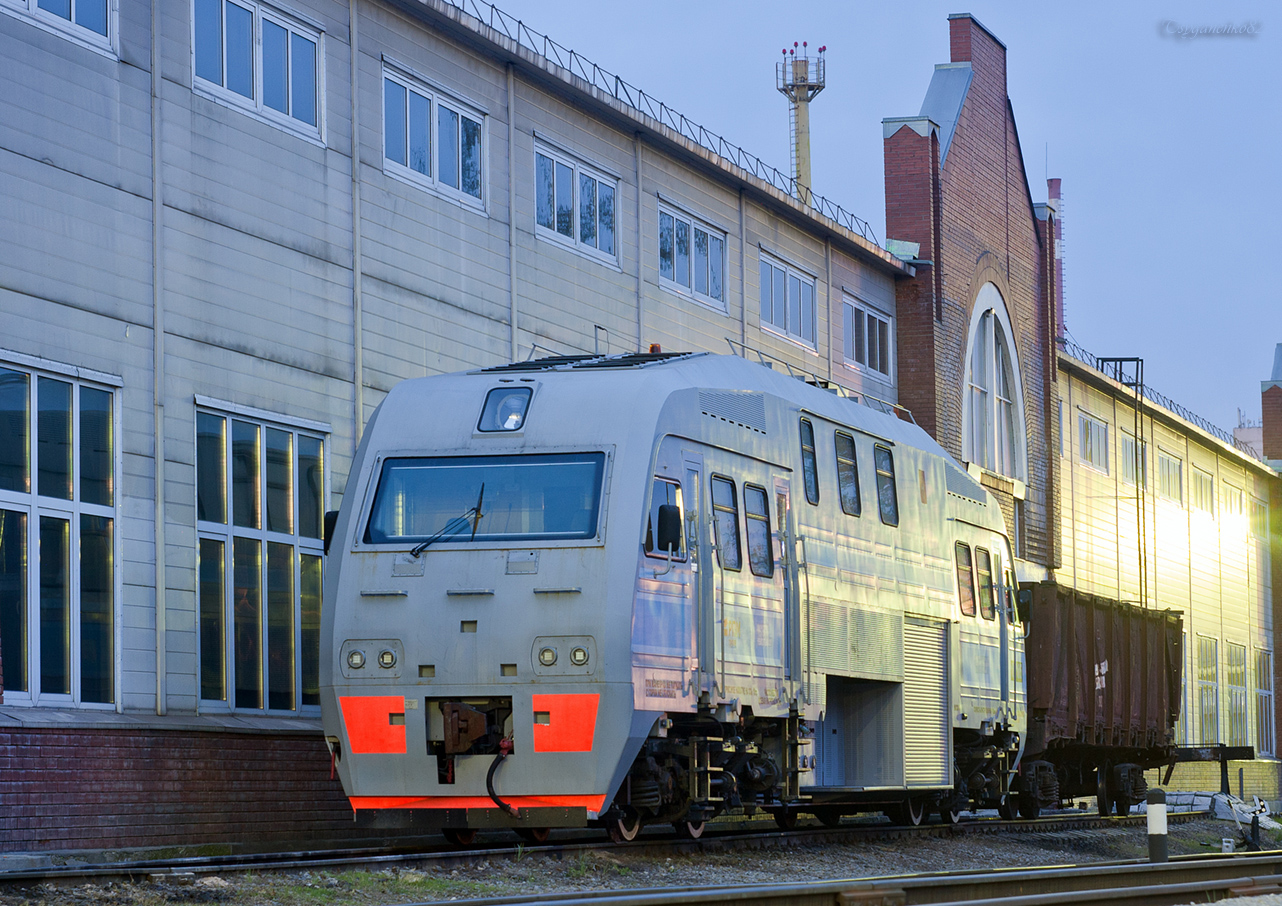
Автомотриса АС01-049
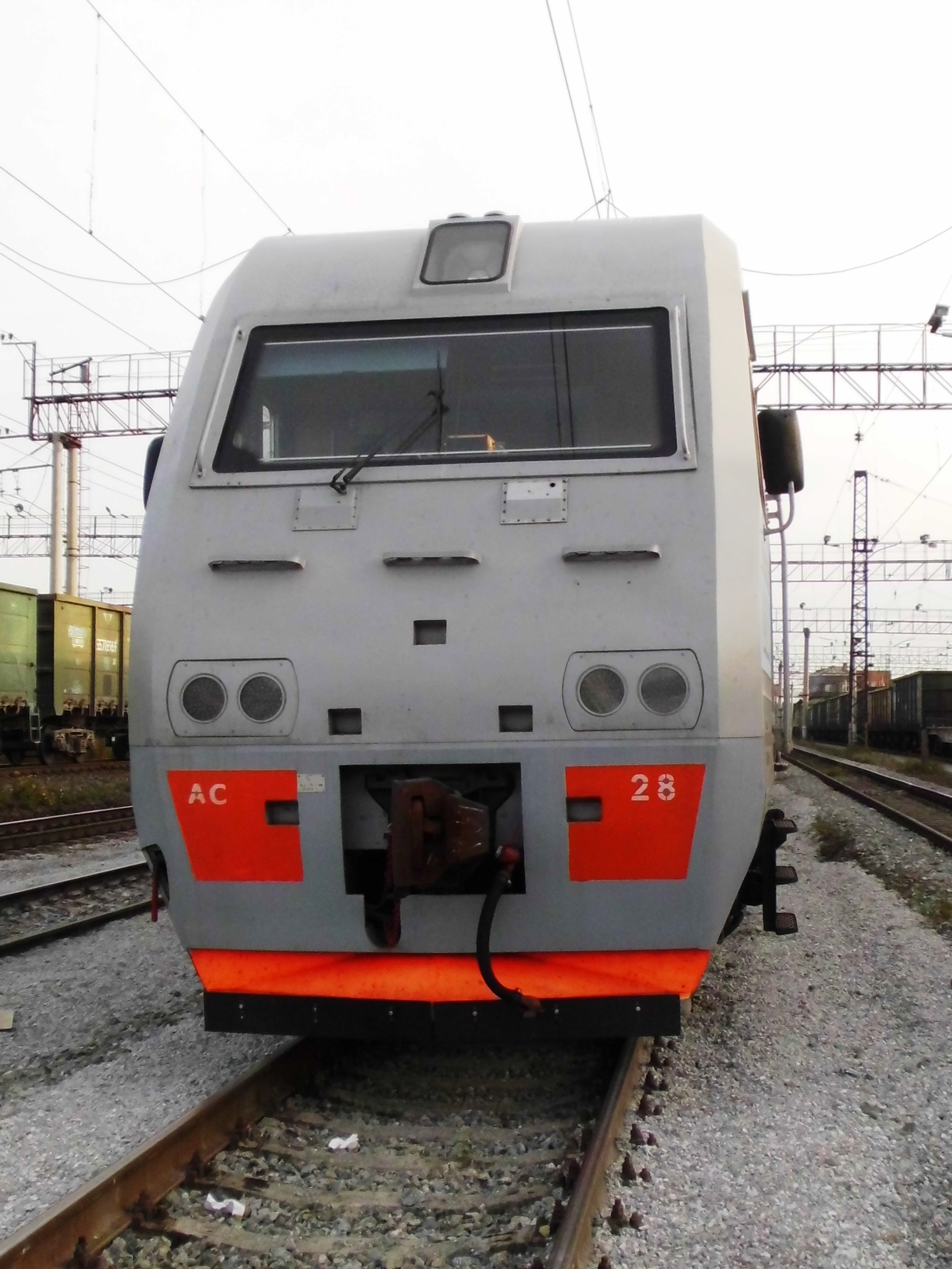
Автомотриса АС01-028
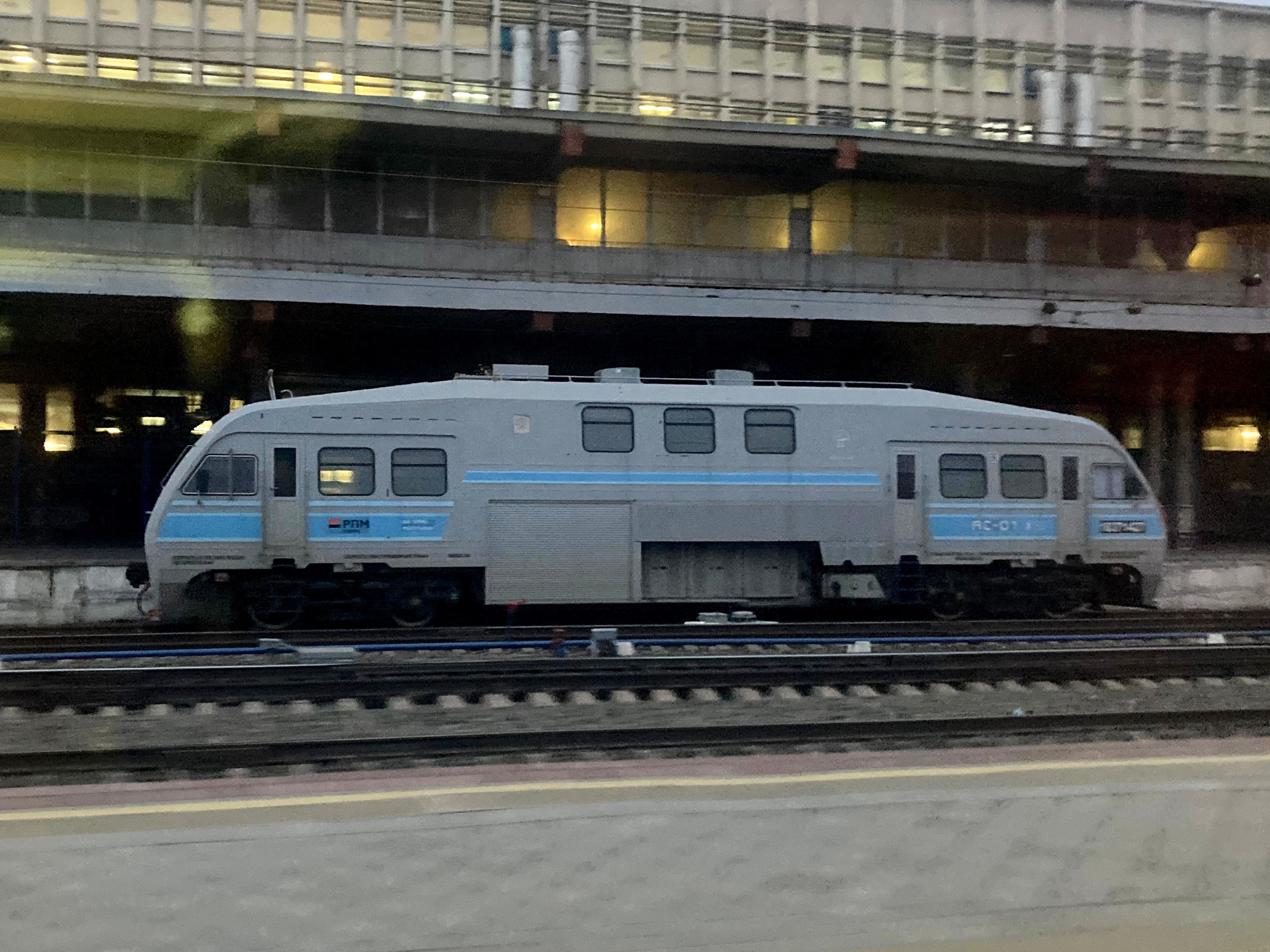
Автомотриса АС01 у самарского жд-вокзала